# Suttons Bay (Míchigan)
Suttons Bay es una villa ubicada en el condado de Leelanau en el estado estadounidense de Míchigan. En el Censo de 2010 tenía una población de 618 habitantes y una densidad poblacional de 190,74 personas por km².

## Geografía
Suttons Bay se encuentra ubicada en las coordenadas 44°58′47″N 85°39′3″O / 44.97972, -85.65083. Según la Oficina del Censo de los Estados Unidos, Suttons Bay tiene una superficie total de 3.24 km², de la cual 3.24 km² corresponden a tierra firme y (0%) 0 km² es agua.

## Demografía
Según el censo de 2010, había 618 personas residiendo en Suttons Bay. La densidad de población era de 190,74 hab./km². De los 618 habitantes, Suttons Bay estaba compuesto por el 93.69% blancos, el 0.16% eran afroamericanos, el 2.75% eran amerindios, el 1.13% eran asiáticos, el 0% eran isleños del Pacífico, el 0% eran de otras razas y el 2.27% pertenecían a dos o más razas. Del total de la población el 0.32% eran hispanos o latinos de cualquier raza.